# Zawada Lanckorońska
Zawada Lanckorońska – wieś w Polsce, położona w województwie małopolskim, w powiecie tarnowskim, w gminie Zakliczyn.
| SIMC    | Nazwa     | Rodzaj    |
| ------- | --------- | --------- |
| 0837502 | Mieścisko | część wsi |
| 0837519 | Podgórze  | część wsi |
| 0837525 | Satorówka | część wsi |
| 0837531 | Zagórze   | część wsi |

Prywatna wieś szlachecka Zawada, własność kasztelanowej krakowskiej Anny z Sieniawskich Jordanowej, położona była w 1595 roku w powiecie sądeckim województwa krakowskiego. W latach 1975–1998 miejscowość administracyjnie należała do województwa tarnowskiego.
Zawada Lanckorońska znajduje się w dolinie potoku Wieleń oraz na wzgórzach Pogórza Wiśnickiego. Na rozległym wzgórzu Zamczysko, wznoszącym się w widłach Dunajca i Wielenia, znajdują się pozostałości grodziska. Pochodzi z epoki łużyckiej. Jest ono złożone z dwóch części: tzw. Zamczyska, położonego bliżej Dunajca, i tzw. Mieściska, usytuowanego od strony wsi. Zamczysko zajmowało powierzchnię ok. 1,5 ha i pełniło funkcję grodu właściwego; było ono otoczone podwójnym wałem obronnym. Mieścisko, o powierzchni ok. 5,1 hektara, stanowiło ufortyfikowane podgrodzie i było otoczone wałem pojedynczym. Miejsce to wykorzystano ponownie w okresie wczesnego średniowiecza (IX–XI wiek), gdy na terenie Zamczyska wzniesiono grodzisko z wałem drewniano-ziemnym.
3 sierpnia 1944 w odwecie za zastrzelenie przez partyzantów dwóch Niemców, hitlerowcy spacyfikowali wieś. Zamordowali 12 osób i tyle samo aresztowali. Spalili 12 budynków w wiosce.

## Zabytki
Obiekt wpisany do rejestru zabytków nieruchomych województwa małopolskiego.
- Grodzisko.